# Platysteira jamesoni
Platysteira jamesoni là một loài chim trong họ Platysteiridae.